# チャンバラ 一撃小僧隼十
『チャンバラ 一撃小僧隼十』（チャンバラ いちげきこぞうはやと）は、山田恵庸による日本の漫画作品。『週刊少年マガジン』（講談社）にて、2002年45号から2003年12号まで連載された。単行本は全2巻。
『マガジンSPECIAL』で『EX 少年漂流』の連載が終了した後、本作は『週刊少年マガジン』で連載された。福岡県北九州市小倉と東京を舞台として、古流剣術の継承者である少年が自分の力を試したいという思いから現代剣道の世界に入り、磨き上げた技で活躍していく物語である。

## あらすじ
400年の歴史を持つ古流剣術「鷹津派一刀流」、その唯一の後継者である中学生の少年・鷹津隼十は、高校剣道の試合に度々乱入してはつまみ出されるということを繰り返し、祖母であり師範でもある鷹津サエから道場で叱責を受けていた。鷹津派一刀流では掟により他流試合が禁じられており、とりわけ剣道に関してはサエが目の敵にしていることもあってか、より厳しい目が向けられていた。
しかしながら隼十はサエに対して、道場には他に門下生がおらず、ただひたすら形稽古を繰り返すばかりで自分の力を試す機会がないと不満を述べ、さらには剣道をしていたという自分の父を引き合いにだして抗うのであった。隼十の父・光太郎はかつて鷹津派一刀流の後継ぎであったが、10年前の現代剣道での敗北を機に行方を暗まし、鷹津家とは絶縁状態となっていた。光太郎のことを問われたサエは悲しげな顔をして説教を打ち切り、隼十に自重するよう言い残して道場を去っていった。しばらくして隼十も道場を後にし、父について考えを巡らせる一方で、自分が何のために剣の稽古をしているのかという鬱屈した思いを募らせていた。
そんな中、郵便受けを開けると鵜飼源十郎と名乗る人物から光太郎へ宛てた葉書が届いていた。そこには光太郎と戦いたい、剣を交えたいという文面と「剣友より」という結びがあった。これを読んだ隼十は自身の力を試す絶好の機会が訪れたと考え、「剣友」である鵜飼源十郎を訪ねるべく、サエに黙ってひとり上京する。途中、無賃乗車を疑われながらもなんとか鵜飼家にたどり着くと、隼十は源十郎に自分の剣を見てほしい、自分と戦ってほしいと懇願する。返事に詰まる源十郎に代わって、源十郎の息子・春海がそれを引き受け、鵜飼家の道場で初めての試合に臨む。隼十は10年もの間待ち望んだ試合に興奮を抑えきれず、うれし涙を流しながら春海と互角の勝負を繰り広げる。勝負が決した後、小倉から追ってきたサエが現れて家出について叱咤を受けるも、試合の様子を見て考えを改めたことで許しを受け、隼十は晴れて現代剣道の世界への第一歩を踏み出すこととなる。

## 登場人物

### 鷹津家
鷹津隼十（たかつ はやと）
本作の主人公。400年の歴史を持つ古流剣術「鷹津派一刀流（たかつはいっとうりゅう）」の使い手にして唯一の後継者。「一太刀に己の全てを賭ける一撃剣」を信念に、父・光太郎の無念を晴らすべく現代剣道に戦いを挑む。明るく楽天的で物怖じしない性格であり、強い相手と戦うことを何よりの喜びとしている。幼少の頃より培われた剣術の腕と優れた運動神経を持つ一方で、サイフを失くしたり、新幹線の乗車日を間違えたりするなどそそっかしい面がある。小倉から上京した後は鵜飼家に居候するとともに、源十郎の力添えで小鳥遊学園高等部に入学し、同時に男子剣道部に入部する。
鷹津サエ
隼十の祖母。道場の師範を務めており、鷹津派一刀流の剣術を孫である隼十に叩き込んだ。息子・光太郎の失踪の件もあり現代剣道を快く思っておらず、九州の高校に根回しをして隼十を剣道部へ入部させないようにしていた。しかしながら、春海と試合をするいきいきとした隼十の姿を見て考えを改め、彼が上京する際には優しさをもって送り出した。
鷹津光太郎（たかつ こうたろう）
隼十の父。傷だらけでごつごつとした大きな手をしており、「強くなれ」が口癖であったという。「剣鬼」と呼ばれるほどの実力者であったようだが、10年前に日本武道館にて行われた剣道の試合に敗れてしまう。その後隼十とあとりをサエに託し、「強くなりたい」という言葉を残して姿を消した。
鷹津あとり
隼十の妹。頭に巻いたバンダナと黒いニーソックス、八重歯が特徴。そそっかしい面のある兄・隼十を案じ、何かと世話を焼く。

### 鵜飼家
鵜飼源十郎（うかい げんじゅうろう）
東京在住で光太郎の「剣友」。毎年欠かさず光太郎宛てに葉書を出しており、それが隼十の旅立ちのきっかけとなる。ルパン三世を思わせる出で立ちが特徴。小鳥遊学園の関係者であり、半ば強引に隼十を高等部へ入学させた。
鵜飼春海（うかい はるうみ）
源十郎の息子で高校2年生。筋骨隆々の堂々たる体躯を持ち、名門・黒凰(黒皇)高校の剣道部に所属している。1年生でありながらインターハイを制した実力者であり、それ以前にも数々の大会において優勝経験がある様子。作中における高校剣道界では広くその名が知れ渡っているようで、後述の烏丸や石黒からも一目置かれている。
鵜飼千鶴（うかい ちづる）
源十郎の娘で春海の妹。快活で気の強い性格ながら、兄の春海に対して恋心にも似た強い愛情を持つ、いわゆるブラコン。その一方で小鳥遊学園男子剣道部で奮闘する隼十の身を案じたり、彼が落ち込んだ際には元気づけようとする優しさを見せる。剣道の腕はかなりのもので、中学時代は全国2位となったほどの実力者。そのルックスから男子生徒に人気が高い。小鳥遊学園には中等部から在籍しており、高等部では隼十と同じクラス。鵜飼家では家事を一手に引き受けているようであり、炊事や洗濯をこなすシーンが描かれている。

### 小鳥遊学園剣道部
白河愛子（しらかわ あいこ）
高等部の生徒で女子剣道部に所属。ショートカットのヘアスタイルと長身が特徴。千鶴の先輩であり、彼女のことを何かと目に掛けている。また、春海とも面識がある様子。
烏丸一平（からすま いっぺい）
男子剣道部部長の3年生。近寄りがたい雰囲気を持ち、ぼそぼそとしゃべる。通常の竹刀の2倍の長さと24倍の重さを持つ自身専用の素振り刀「金剛」を自在に操る腕力に加え、野球の硬球を変形させてしまうほどの握力をもつ。打突の際の予備動作である「起こり」を完全に無くして技を繰り出すという「無拍子」を得意としている。
作者の後年作品である『サタノファニ』にて、元警察官の剣道家にして暴力団の幹部（組長のボディーガード）という設定で登場している。
赤尾（あかお）
男子剣道部副部長の2年生。新入部員の教育係として登場した。剣術をやっていたという隼十に対して敵意をむき出しにし、容赦ないシゴキを加えた。烏丸の腹心であり、細くつりあがった眉と太くて濃いもみあげ、芝居がかった大仰な口調と動きが特徴。
作者の後年作品である『サタノファニ』にて、暴力団の幹部という設定で登場している。
破武三郎（はぶ さぶろう）
男子剣道部第五副部長、のちに第九副部長。17歳。他を圧倒する巨体と「マングース破武」の異名を持つ。
石黒守（いしぐろ まもる）
高等部3年生で生徒会長を務める。地蔵菩薩を髣髴とさせる顔立ちが特徴。かつて男子剣道部に所属しており、多くの後輩から慕われていたものの、烏丸とのいさかいにより部を離れた過去を持つ。猛烈な打突で面と小手に注意を集め、その隙にがら空きとなった胴へ打ち込む虚実一体の剣、「五月雨打ち」を武器としている。
作者の後年作品である『サタノファニ』にて、暴力団の若頭という設定で登場している。
和久井（わくい）
男子剣道部2年生。石黒の中学からの後輩であり、彼を慕って小鳥遊学園に入ったきた。上述のとおり石黒が部を去ってからは、肩身の狭い思いをしながらも剣道部にとどまり彼の復帰を願っていた。隼人曰く、かなりの実力者で守りの堅い剣道が特徴。

### その他
土村しげお（つちむら しげお）
小鳥遊学園校長。剣道三段。隼十に対して剣道部変革への期待を寄せている。
軽鴨あひる（かるがも あひる）
小鳥遊学園高等部1年。隼十のクラスメイトであり、写真部に所属。千鶴に憧れを抱いている。
大和（やまと）
小倉文南高校の主将。物語冒頭において隼十はこの大和に成りすまして試合をしようとしていた。本来は後述の山下との試合に出る予定だったが、隼十によって身ぐるみを剥がされた上で縛られ、便所に閉じ込められていた。見た目は筋骨隆々で坊主に近い短髪。

山下（やました）
大和と試合をする予定だった天枢高校の主将。

## 書誌情報
- 山田恵庸『チャンバラ 一撃小僧隼人』講談社〈講談社コミックス〉、全2巻

1. 2003年2月14日発売、ISBN 978-4-06-363208-8[2]
2. 2003年3月14日発売、ISBN 978-4-06-363222-4[3]